# Acroceras macrum
Espèce
Acroceras macrum est une espèce de plantes monocotylédones de la famille des Poaceae, sous-famille des Panicoideae, originaire d'Afrique tropicale et d'Afrique australe. Elle s'est naturalisée en Australie.
Ce sont des plantes herbacées vivaces, aux rhizomes allongés, aux tiges  (chaumes) dressées ou décombantes, de 20  à   100 cm de long.

## Synonymes
Selon Catalogue of Life (23 juillet 2017) :
- Neohusnotia macra (Stapf) C.C.Hsu
- Panicum gimmae Fiori